# Charles de Beringhen
François Charles de Beringhen,  né le 8 juin 1692 et mort le 17 octobre 1742, est un évêque français du XVIIIe siècle. 

## Biographie
François Charles est le fils de Jacques Louis de Beringhen, comte de Châteauneuf et du Plessis-Bertrand, premier écuyer du roi.
L'abbé de Beringhen est docteur en théologie, abbé et prévôt de Pignans, abbé de Sainte-Croix de Bordeaux et de Saint-Gilles, archidiacre de Melun  et vicaire général du diocèse de Sens. Il assiste en qualité de député de la province de Sens à l'assemblée générale du clergé de France tenue à Paris en 1723. En 1725 il est nommé à l'évêché du Puy. Il est un des députés du premier ordre de la province de Bourges à l'assemblée  générale du clergé de France en 1735.